# Bubbecke
Bubbecke ist ein Ortsteil der Gemeinde Herscheid im Märkischen Kreis.

## Geographie
Die Ortschaft liegt in einem langen, breiten Tal eingebettet im Naturpark Ebbegebirge im Sauerland.
Der Ort liegt zwischen Herscheid und Werdohl. Die Bubbecke liegt an der K6.
Die Entfernung zur Kerngemeinde Herscheid beträgt etwa 6 km.
Direkte Nachbarorte sind Wiesenfeld (nördlich) oder Alfrin und Rärin (südlich).

## Nachbarorte
- Wiesenfeld
- Rärin
- Alfrin
- Heusprenkel
- Altenmühle

## Öffentliche Verkehrsmittel
Die Märkische Verkehrsgesellschaft fährt die Bubbecke mit der Schulbuslinie 79 an. Des Weiteren kann man aus der Altenmühle mit der Linie 61 Werdohl oder Lüdenscheid erreichen.

## Geschichte
Die Ortschaft Bubbecke gehörte bis kurz nach dem Zweiten Weltkrieg zur Stadt Werdohl.
Aus dieser Zeit stammt auch noch die Vorwahl der Nachbarstadt.